# André Frédéric Cournand
André Frédéric Cournand (Parigi, 24 settembre 1895 – Great Barrington, 19 febbraio 1988) è stato un medico francese naturalizzato statunitense, premio Nobel per la medicina nel 1956, insieme a  Werner Forssmann e Dickinson W. Richards, per aver inventato il cateterismo cardiaco.

## Biografia
Figlio del dentista chirurgo Jules Cournand e di Marguerite Weber, André Frédéric Cournand nacque nel I arrondissement di Parigi nel 1895. Studiò materie scientifiche fino allo scoppio della prima guerra mondiale e nel 1919 iniziò gli studi di medicina all'università di Parigi.
Nel 1925 sposò in prime nozze Germaine Schwob, dalla quale divorziò tre anni più tardi. Nel 1930 discusse la tesi di medicina sulla sclerosi; il 2 settembre di quell'anno sposò in seconde nozze Sibylle Blumer, figlia del pianista Fritz Blumer e della gallerista Jeanne Bucher, della quale adottò il figlio avuto da un precedente matrimonio e da cui ebbe tre figlie.
Partì quindi verso gli Stati Uniti d'America per lavorare un anno alla Columbia University di New York sulla tubercolosi, vedendosi offrire di continuare il suo lavoro sulla fisiologia della respirazione con Dickinson Richards al Bellevue Hospital Center dell'università di New York.
Fu in questo contesto che sperimentò per la prima volta il cateterismo cardiaco, tecnica che perfezionò successivamente con l'utilizzo del raggi X per seguire l'introduzione del catetere nel vaso sanguigno fino al cuore. Tornò poi nel 1934 a lavorare alla Columbia University, presso il College of Physicians and Surgeons, e lì diventò professore dal 1951 al 1963. Nel 1941 ottenne la cittadinanza statunitense. Morì a Great Barrington, Massachusetts, nel 1988.